# Pesamino Taputai
Pour les articles homonymes, voir Taputai.
Pesamino Taputai, né le 20 mars 1949, est un homme politique de Wallis-et-Futuna. Il est président de l'Assemblée territoriale de cette collectivité d'outre-mer du 1er avril au 11 décembre 2007, succédant à Emeni Simete. Il est suivi par Victor Brial. Il est à nouveau président de l'Assemblée territoriale d'octobre 2011 au 25 mars 2012. Vetelino Nau lui succède en 2012.
Il se présente aux élections législatives de 2007 sous l'étiquette UDF - Modem et est officiellement investi par le MoDem, mais est éliminé au premier tour. Il rejoint ensuite le Nouveau Centre. Il est élu conseiller territorial dans le district de Hahake sur Wallis, mais est battu aux élections territoriales du 25 mars 2012. Il s'est allié successivement avec l'UMP locale de Victor Brial de 2007 à 2010 et depuis 2011 et avec le socialiste Siliako Lauhea en 2007 et de 2010 à 2011. 